# Колашин (община)
Эта статья об общине в Черногории. Об одноименном городе см. Колашин
Община Колашин (черног. Општина Колашин) — община в Черногории. Административный центр — город Колашин.

## География
Община Колашин занимает площадь в 897 квадратных километров. Она расположена в центральной части Черногории. Большую часть территории общины занимают горы, такие как Синяевина, Беласица, Комова и Вуча. По территории общины протекают реки Тара и Морача, в долинах которых проживает большую часть населения. На территории общины частично расположен национальный парк Биоградска Гора, привлекающий множество туристов.

## Население
По данным переписи 2011 года, население общины составляет 8 380 человек.
В населении общины наибольшую численность имеют черногорцы (57,42% или 4812 человек), следующее место занимают сербы (35,75% или 2996 человек). Оставшуюся часть населения составляют прочие народы (2,97% или 249 человек) и люди с неизвестной национальностью (3,85% или 323 человека).
Абсолютное большинство проживающих на территории общины исповедует православие (93,02% или 7795 человек).